# آدریانو سامانیگو
آدریانو سامانیگو (انگلیسی: Adriano Samaniego؛ زادهٔ ۸ سپتامبر ۱۹۶۳) بازیکن فوتبال اهل پاراگوئه است.
از باشگاه‌هایی که در آن بازی کرده‌است می‌توان به باشگاه ورزشی اتلتیکو جونیور،اشاره کرد.
وی همچنین در تیم ملی فوتبال پاراگوئه بازی کرده‌است.